# Познание
Позна́ние, когни́ция — совокупность процессов, процедур и методов приобретения знаний об явлениях и закономерностях действительности.
Познание — основной предмет гносеологии. Устанавливая сущность познания, его формы и принципы, теория познания стремится ответить на вопрос, как возникает знание и как оно соотносится с действительностью. Познание изучается не только философией. Существует ряд других специальных наук и научных дисциплин, исследующих тот же предмет: когнитивная психология, научная методология, история науки, науковедение, социология знания и так далее. Однако большинство этих наук изучает познание, рассматривая только его отдельные аспекты. В целом познание остаётся особым предметом изучения именно философии.

## Цель познания
Декарт видел цель познания в овладении силами природы, а также в усовершенствовании самой природы человека.

## Формы познания
Говоря о формах познания, выделяют, прежде всего, научное и ненаучное познание, причём к последнему относятся обыденное и художественное познание, а также познание мифологическое и религиозное.

### Научное
Научное познание, в отличие от других многообразных форм познания — процесс получения объективного знания, отражающего закономерности константной действительности. Научное познание имеет троякую задачу: описание, объяснение, предсказание процессов и явлений наблюдаемой действительности.

### Художественное
Отражение существующей реальности через знаки, символы, художественные образы.

### Философское
Философское познание представляет собой особый тип целостного познания мира. Спецификой философского познания является стремление выйти за пределы фрагментарной действительности и найти фундаментальные принципы и основы бытия, определить место человека в нём. Философское познание основано на определённых мировоззренческих предпосылках. В его состав входят: гносеология, онтология и этика. В процессе философского познания субъект стремится не только понять бытие и место человека в нём, но и показать, какими они должны быть (аксиология), то есть стремится создать идеал, содержание которого будет обусловлено избранными философом мировоззренческими постулатами.

### Мифологическое
Мифологическое познание характерно для первобытной культуры. Такое познание выступает как целостное дотеоретическое объяснение действительности при помощи чувственно-наглядных образов сверхъестественных существ, легендарных героев, которые для носителя мифологического познания предстают реальными участниками его повседневной жизни. Мифологическое познание характеризуется персонификацией, олицетворением сложных понятий в образах богов и антропоморфизмом.

## Моторное познание
Понятие моторного познания охватывает явление познания, воплощённого в действии, при котором моторная система участвует в том, что рассматривается как умственная обработка, включая процессы, обеспечивающие социальное взаимодействие. Моторное познание принимает во внимание подготовку и производство действий, а также процессов, участвующих в распознавании, предсказании, имитации и понимании поведения других людей. Основная единица моторной парадигмы познания — действие, выраженное как перемещения, произведённые, чтобы удовлетворить намерение определённой моторной цели, или выраженное в реакции на значимое событие в физических и социальных средах. Эта парадигма получила большое внимание и эмпирическую поддержку в последние годы со стороны множества грандов исследования (Соммервиль Ж. А., Десети Дж.), включая психологию развития, познавательную (когнитивную) нейробиологию и социальную психологию.

## Уровни научного познания
Выделяют два уровня научного познания: эмпирический (опытный, чувственный) и теоретический (рациональный). Эмпирический уровень познания выражен в наблюдении, эксперименте и моделировании, тогда как теоретический — в обобщении результатов эмпирического уровня в гипотезах, законах и теориях.

## История понятия

### Платон
Всё, доступное познанию, Платон в VI книге «Государство» делит на два рода: чувственно-воспринимаемое и познаваемое умом. Отношение между сферами чувственно-воспринимаемого и умопостигаемого определяет и отношение разных познавательных способностей: ощущения позволяют познавать (хоть и недостоверно) мир вещей, разум позволяет узреть истину.

### Аристотель
«Сущее либо воспринимается чувствами, либо постигается умом».
«Представления — это как бы предметы ощущения, только без материи».

### Кант
«Существуют два основных ствола человеческого познания, вырастающие, быть может, из одного общего, но неизвестного нам корня, а именно чувственность и рассудок: посредством чувственности предметы нам даются, рассудком же они мыслятся».

## Познание в психологии
В психологии познание (когнитивность) рассматривают как способность к умственному восприятию и переработке внешней информации. Это понятие применяется по отношению к психическим процессам личности и особенно к так называемым «психическим состояниям» (убеждениям, желаниям и намерениям). Данный термин также используется шире, обозначая акт познания или само знание и может быть интерпретирован в культурно-социальном смысле как обозначающий появление знания и концепций, связанных с этим знанием.
Изучение типов когнитивных процессов находится под влиянием тех исследований, которые успешно использовали парадигму «когнитивности» в прошлом. Понятие «когнитивные процессы» часто применяли к таким процессам как память, внимание, восприятие, действие, принятие решений и воображение. Эмоции традиционно не относят к когнитивным процессам. Вышеприведённое деление теперь считается во многом искусственным, проводятся исследования, изучающие когнитивную составляющую эмоций. Эмпирические исследования когнитивности обычно пользуются научной методологией и количественным методом, иногда включают также построение моделей какого-то отдельного типа поведения.
Теория когнитивности, в отличие от нейрокогнитивности, не всегда рассматривает когнитивные процессы в их связи с мозговой деятельностью или какими-либо иными биологическими проявлениями, описывая поведение индивида в терминах информационного потока или функционирования. Сравнительно недавние исследования в таких областях, как когнитология (в общем смысле, наука о мышлении) и нейропсихология, стремятся перешагнуть этот пробел между информационными и биологическими процессами, используя парадигмы когнитивности для понимания того, каким именно образом человеческий мозг осуществляет функции переработки информации, а также каким образом системы, занимающиеся исключительно переработкой информации (к примеру, компьютеры) могут имитировать когнитивные процессы (см. также искусственный интеллект).
Теоретическую школу, изучающую мышление с позиции когнитивности, обычно называют «школой когнитивизма» (англ. cognitivism).
Успех когнитивного подхода в современной психологии может объясняться, прежде всего, его возвращением к изучению познания, ментальных понятий, относящихся к внутреннему миру человека. При этом он решает задачи по оптимизации взаимодействия человека с техническими системами и поддержке процессов обучения, которые не мог решить бихевиоризм, господствовавший вплоть до 1960-х годов.
- Философия сознания
- Лингвистика (в особенности, психолингвистика и когнитивная лингвистика)
- Экономика (особенно экспериментальная экономика)
- Теории обучения

В свою очередь, когнитивная теория, будучи весьма эклектичной в самом общем смысле, заимствует знания из следующих областей:
- Информатика и теория информации, где попытки построить искусственный интеллект и так называемый «коллективный интеллект» фокусируются на имитации способностей живых существ к распознаванию (то есть к когнитивным процессам)
- Философия, эпистемология и онтология
- Биология и неврология
- Математика и теория вероятностей
- Физика, где эффект наблюдателя изучается математически.